# ブルーエナジー
株式会社ブルーエナジー（英: Blue Energy Co., Ltd.）は、京都府福知山市に本社を、京都市南区に本店を置く、リチウムイオン二次電池の開発・製造・販売を行う電池メーカー。ジーエス・ユアサコーポレーションと本田技研工業の合弁会社である。
メイン工場は京都府福知山市のGSユアサ長田野事業所内。

## 沿革
- 2009年（平成21年）4月1日 - 株式会社ブルーエナジー設立。
- 2020年（令和2年）
  - 1月29日 - ハイブリッド電気自動車向けリチウムイオン電池の増産のため、現工場の敷地内に第二工場を建設することで2023年度までに現在の倍以上の生産能力に引き上げる計画を発表[2]。
  - 6月22日 - 初めてホンダ以外の自動車メーカー（トヨタ自動車）に電池を供給[3]。